# Csillagközi bolygó

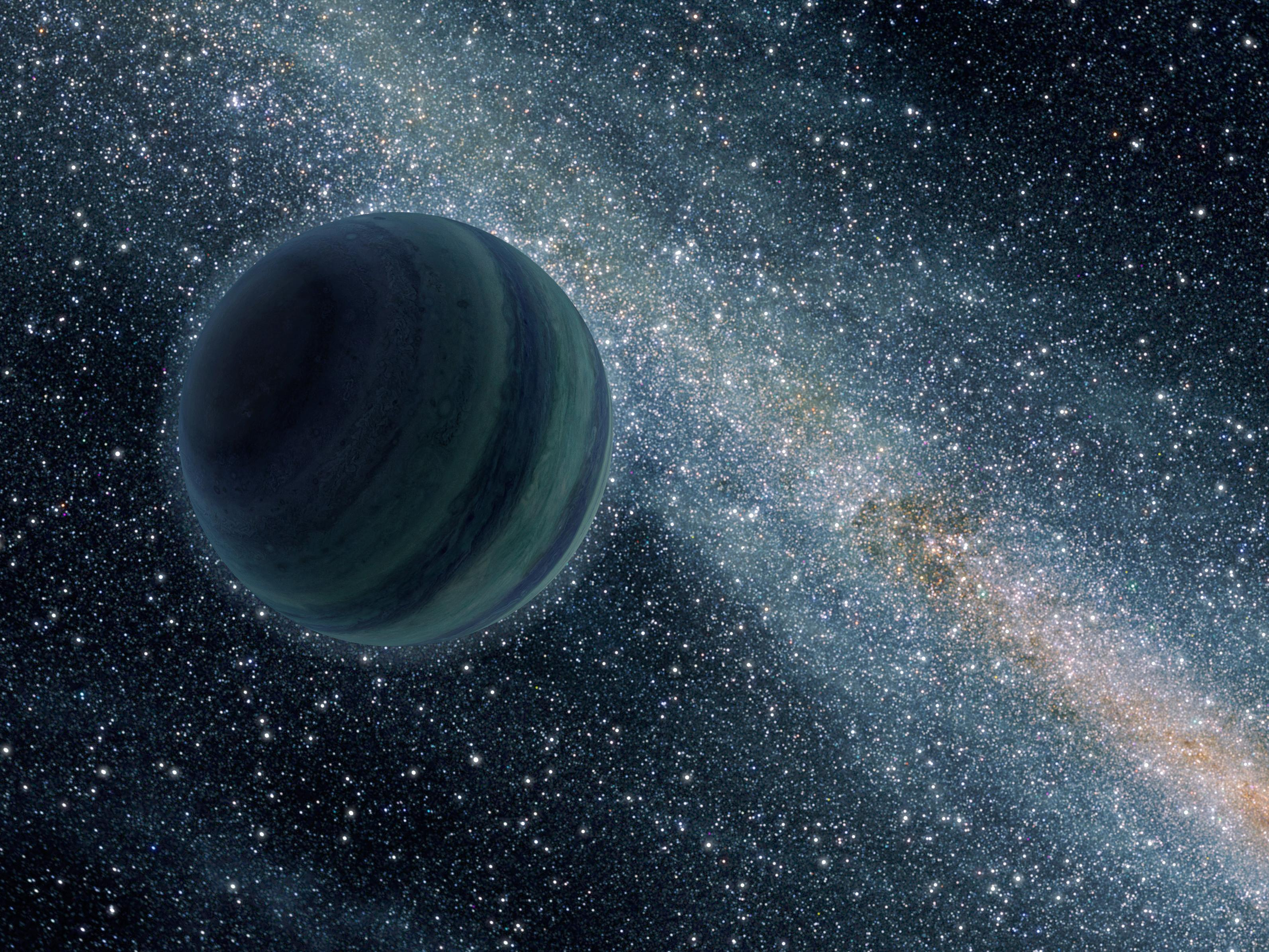
Művészi ábrázolás egy csillagközi gázbolygóról

A csillagközi bolygó vagy kóbor bolygó olyan, bolygótömegű égitest, mely nem kering egyetlen csillag körül sem, hanem a csillagközi térben szabadon halad.
A modellszámítások szerint a bolygórendszerek keletkezésekor a létrejövő bolygók jelentős része – a többi bolygó kölcsönhatásának következtében – vagy a központi csillagba zuhanva megsemmisül, vagy kilökődik a csillagközi térbe. A kilökődött bolygók megfigyelése nagyon nehéz, mert saját fényük – életük első, rövid időszakát leszámítva – nincsen. Maga a bolygó megnevezés is vitatott, hiszen az ilyen égitestekről nehéz kimutatni, hogy (a bolygókhoz hasonlóan) csillag körüli protoplanetáris korongból, vagy (a csillagokhoz hasonlóan) gázfelhők összehúzódásával keletkeztek-e. A kutatások ettől függetlenül egyre több csillagközi bolygót – vagy legalábbis annak tűnő égitestet – fedeznek fel. Ezek a feltételezések szerint főleg gázbolygók, de kőzetbolygók is lehetnek.

## Fordítás
- Ez a szócikk részben vagy egészben  a   Rogue planet című angol Wikipédia-szócikk fordításán alapul.  Az eredeti cikk szerkesztőit annak laptörténete sorolja fel. Ez a jelzés csupán a megfogalmazás eredetét és a szerzői jogokat jelzi, nem szolgál a cikkben szereplő információk forrásmegjelöléseként.